# Ciklooktatetraén
A ciklooktatetraén egy instabil, alifás, nem síkalkatú, folyékony annulén, amelynek anionja, a ciklooktatetraenid (C8H2−8) anion aromás, és komplexeket alkot többek közt lantanoidákkal, aktinoidákkal (pl. uranocén, neptunocén) és alkálifémekkel (pl. kálium-ciklooktatetraenid).

## Története
Az 1,3,5,7-ciklooktetetraént először pszeudopelletierinből állította elő Richard Willstätter az alábbi többlépéses reakcióval, melynek kulcslépése a Hofmann-elimináció:
Willstätter leírta, hogy a kapott vegyület nem rendelkezett a várt aromássággal. 1939–1943 között amerikai kémikusok sikertelenül próbálták a ciklooktatetraént előállítani. Sikertelenségüket azon következtetéssel magyarázták, hogy Willstätter valójában nem a vegyületet szintetizálta, hanem az izomerjét, a sztirolt. Willstätter e vádakra önéletrajzában válaszolt, ahol leírta, hogy az amerikai kémikusok könnyen tudták redukálni a ciklooktatetraént ciklooktánra, ami lehetetlen a sztirol esetén. A második világháború idején Walter Reppe a ludwigshafeni BASF-nél kifejlesztett egy egylépéses ciklooktatetraén-szintézist acetilénből, ami a Willstätter által létrehozottal azonos anyagot hoz létre. Minden, Willstätter eredeti szintézisével kapcsolatos fennmaradó kétség megszűnt, amikor Arthur C. Cope és munkatársai az MIT-nél 1947-ben bejelentették Willstätter szintézisének lépésről lépésre való megismétlését az eredeti technikák felhasználásával. Ugyanúgy ciklooktatetraént kaptak, és később közölték számos köztitermék spektrometriás jellemzését, ami szintén igazolja Willstätter eredeti munkájának pontosságát.

## Szerkezete

A ciklooktatetraén alapállapotú „kád” konformációjában.

Már a korai tanulmányokban ismert volt, hogy a COT kémiája nem egy aromás vegyületé.
Később a korai elektrondiffrakciós kísérletekből az következett, hogy a C–C kötéshosszok azonosak. Ugyanakkor, H. S. Kaufman röntgendiffrakciós adatai kimutatták, hogy a ciklooktatetraén különböző konformációkat vesz fel, s két eltérő C–C kötéshossz van benne.  
Ez az eredmény megmutatta, hogy a COT olyan annulén, melyben rögzítettek és váltakoznak az egyes és kettős kötések.
Normálállapotában a ciklooktatetraén nem síkalkatú, hanem kád konformációt vesz fel, ahol a C=C–C szög 126,1°, a C=C–H 117,6°. A ciklooktatetraén pontcsoportja D2d.
Síkalkatú átmeneti állapotában a D4h átmeneti állapot stabilabb a D8h-nál a Jahn–Teller-effektus miatt.

## Szintézise
Richard Willstätter eredeti szintézise (4 egymást követő elimináció egy ciklooktángyűrűn) relatív kevés ciklooktatetraént eredményez. Reppe ciklooktatetraén-szintézise, ahol magas nyomású acetilén magas hőmérsékletű nikkel-cianid és kalcium-karbid keverékével való kezelése történik, sokkal jobb: kb. 90%-os hatékonyságú:
A COT egyik szerkezeti izomerje, a barrelén fotolízisével is előállítható, ami egy másik izolálható izomer, a szemibullvalén reakciójával állítható elő. A COT származékai szemibullvalén-köztitermékekből is előállíthatók. Az alábbi képen az oktaetilciklooktatetraén (C8(C2H5)8) az oktaetilszemibullvalén termikus izomerizációjával jön létre, ami az 1,2,3,4-tetraetil-1,4-dilitio-1,3-butadién réz(I)-bromid által katalizált dimerizációjával keletkezik.
Mivel a COT instabil, és könnyen keletkeznek belőle szerves peroxidok, kevés hidrokinont adnak a kereskedelmileg hozzáférhető anyaghoz. Tanácsos ellenőrizni korábban kinyitott üveg használatakor, hogy vannak-e benne szerves peroxidok: az üveg nyaka körüli fehér kristályokat peroxidok alkothatják, amik mechanikai behatásra robbanhatnak.

## Természetes előfordulása
A ciklooktatetraént kimutatták egyes gombákból.

## Reakciói
Hasonló addíciós reakciókon megy keresztül, mint az alkének, szemben az aromás vegyületekkel. Mono- és poliepoxidok hozhatók létre a peroxisavakkal vagy a dimetil-dioxiránnal való reakcióval. További addíciós reakciók is ismertek. Ezen kívül a poliacetilén szintetizálható a ciklooktatetraén gyűrűnyitásos polimerizációjával. A ciklooktatetraént és oldalláncokkal rendelkező analógjait is felhasználják ligandumokként és szendvicsvegyületekben.
A ciklooktatetraén átrendeződési reakciókon is átmegy, melyek végterméke aromás vegyület. Például higany(II)-szulfát vizes oldatával való oxidációja fenilacetaldehidet, monoepoxidjának fény hatására történő átrendeződése benzofuránt eredményez.

## Fordítás
Ez a szócikk részben vagy egészben  a   Cyclooctatetraene című angol Wikipédia-szócikk fordításán alapul.  Az eredeti cikk szerkesztőit annak laptörténete sorolja fel. Ez a jelzés csupán a megfogalmazás eredetét és a szerzői jogokat jelzi, nem szolgál a cikkben szereplő információk forrásmegjelöléseként.